# Scathophaga bicolor
Scathophaga bicolor är en tvåvingeart som först beskrevs av Collart 1942.  Scathophaga bicolor ingår i släktet Scathophaga och familjen kolvflugor. Inga underarter finns listade i Catalogue of Life.